# Ipconfig

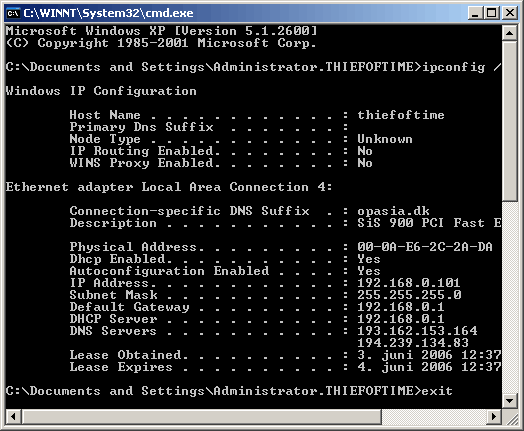
Consola de Microsoft Windows

ipconfig en Microsoft Windows es una aplicación de consola que muestra los valores de configuración de red de TCP/IP actuales y actualiza la configuración del protocolo DHCP y el sistema de nombres de dominio. También existen herramientas con interfaz gráfica denominadas winipcfg y wntipcfg. El papel desempeñado por estas herramientas es similar al de las diversas implementaciones de ifconfig en y sistemas operativos tipo GNU.
En Mac OS X es una aplicación de línea de comandos que puede ser usada para controlar los clientes BootP y DHCP. Como en otros sistemas operativos basados red.

## Parámetros
A continuación se muestra una lista de los parámetros reconocidos por ipconfig.

### /all
Muestra toda la información detallada.

### /allcompartments
Muestra información sobre todos los compartimientos.

### /allcompartments /all
Muestra información detallada sobre todos los compartimientos.

### /displaydns
Muestra el contenido de la memoria caché de resolución de DNS.

### /flushdns
Purga la caché de resolución de DNS.

### /registerdns
Actualiza todas las concesiones DHCP y vuelve a registrar los nombres DNS.

### /release *Adaptador*
Libera la dirección IPv4 para el adaptador especificado.

### /release6 *Adaptador*
Libera la dirección IPv6 para el adaptador especificado.

### /renew
Renueva todos los adaptadores de red.

### /renew6
Renueva la dirección IPv6 de todos los adaptadores.

### /showclassid
Muestra todas los id. de clase DHCP permitidas para este adaptador.

### /showclassid6
Muestra todos los id. de clase DHCP IPv6 permitidos para el adaptador.

### /setclassid
Modifica el id. de clase DHCP.

### /setclassid6
Modifica el id. de clase DHCP IPv6.